# Caltech Intermediate Form
Caltech Intermediate Form (CIF) ist eine maschinenlesbare Datenaustauschsprache für Layoutdaten bei Electronic-Design-Automation-Systemen (EDA-Systemen).
Entwickelt wurde die Caltech Intermediate Form zwischen 1977 und 1981 am California Institute of Technology von Carver Mead und Lynn Conway. Grundelemente sind farbige Polygone, Kreise, Leiterbahnen und andere Symbole. Ein Entwurf kann hierarchisch strukturiert werden durch ineinander schachtelbare Aufrufe von wiederholten oder Bibliotheks-Anteilen, die gegebenenfalls lokal geometrisch transformiert sein können. CIF wird hauptsächlich an Hochschulen eingesetzt.
Im Y-Modell deckt CIF die gesamte physikalische Sicht ab. Aus der Sprache entwickelte sich das Electronic Design Interchange Format (EDIF).